# Lui portava i tacchi a spillo
Lui portava i tacchi a spillo (Tenue de soirée) è un film del 1986 diretto da Bertrand Blier.
Presentato in concorso al 39º Festival di Cannes, ha valso a Michel Blanc il premio per la migliore interpretazione maschile.

## Trama
Un singolare triangolo si crea tra Antoine, un uomo mediocre, Monique, una graziosa prostituta, e Bob, un ladro omosessuale che coinvolge anche gli altri due nel suo lavoro.
Bob ci prova ripetutamente con Antoine, che però non cede. Innamorata di Bob, Monique prova a convincere Antoine a piegarsi alle domande di Bob, così potrà rimanere con lui.
Perso tra il suo amore per Monique e gli assalti continui di Bob, Antoine si abbandona e, presto, prende gusto a questo nuovo amore. Bob però si rivela ignobile con Monique che costringe, ingannandola, a fuggire facendosi prostituta. I due uomini vivono ormai da coppia e Antoine deve accettare la sua "condizione femminile" travestendosi da donna.
Lo shock di una serata in discoteca dove i tre si ritrovano di fronte a ciò che sono diventati stravolge la situazione. Il film si chiude aprendo una nuova era per il trio: prostituendosi (Antoine e Bob da donne), crescono un bambino che, da quanto si capisce, è di Monique e Antoine.

## Critica
«storia grottesca e provocatoria... Fantasiosa l'oscenità dei dialoghi.» **½ 

## Riconoscimenti
- Festival di Cannes 1986
  - Premio per la migliore interpretazione maschile (Michel Blanc)